# Rabattgesetz

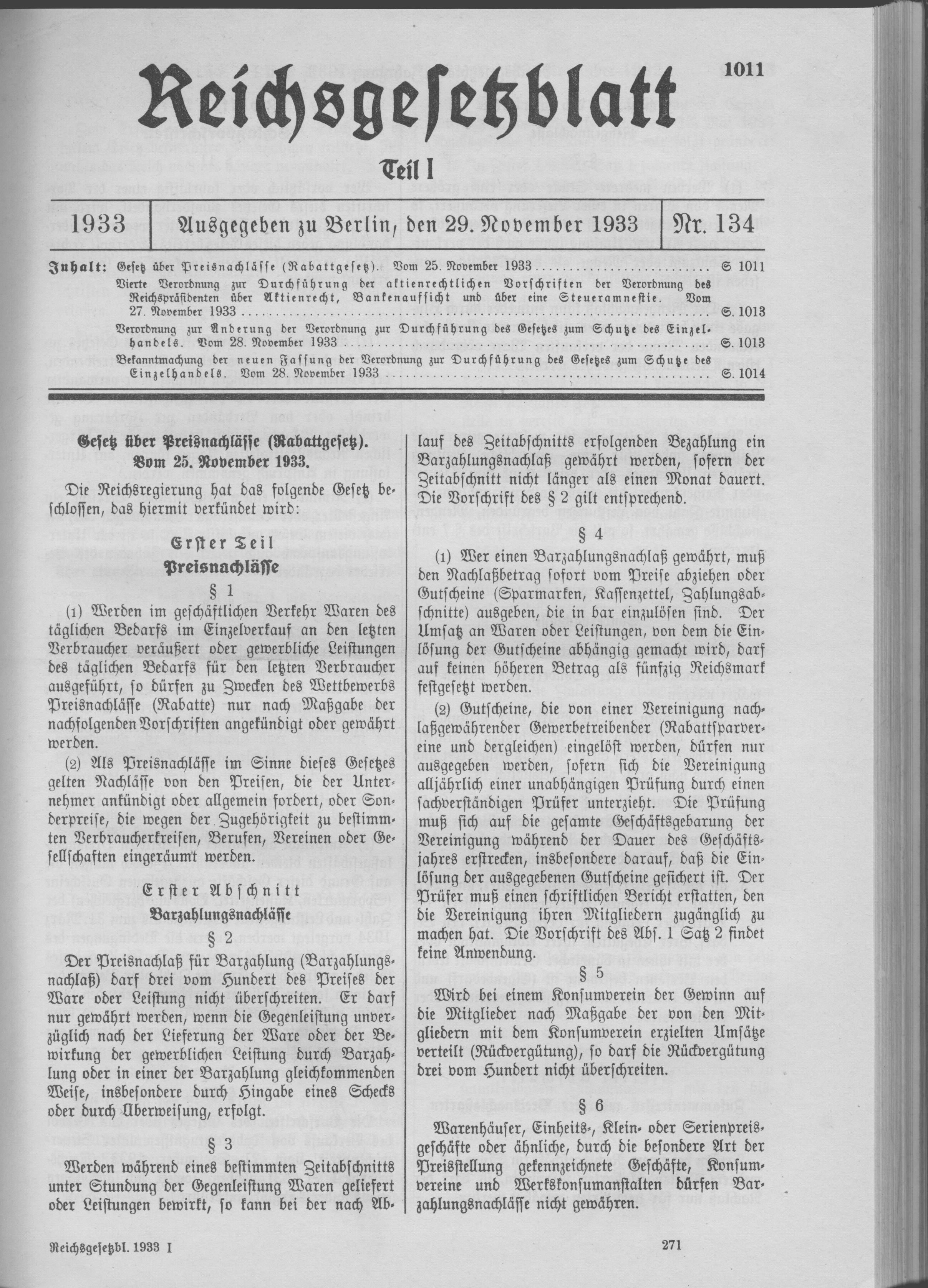
Gesetz über Preisnachlässe (Rabattgesetz) vom 25. November 1933

Das Rabattgesetz war ein deutsches Gesetz auf dem Gebiet des Wettbewerbsrechts. Es galt vom 1. Januar 1934 bis zum 25. Juli 2001.

## Regelungsgehalt
Es regelte die Umstände, unter denen Einzelhändler gegenüber Verbrauchern Preisnachlässe einräumen durften. Insbesondere durfte gemäß § 2 der Rabatt bei Barzahlung 3 % des Warenpreises nicht überschreiten. Bei Abnahme einer größeren Menge oder mehrerer Stücke einer Ware konnte allerdings ein handelsüblicher Mengenrabatt gewährt werden, § 7.
Davon ausgenommen waren gewerbliche Kunden, Großverbraucher und Angestellte des eigenen Unternehmens, welchen gemäß § 9 Sonderpreise gewährt werden konnten.

## Rechtspolitische Bedeutung
Das Gesetz wurde nach offizieller Begründung zum Schutz des Verbrauchers erlassen, um ihn vor unseriösen Fantasie- und Mondpreisen zu schützen. Stimmen in der juristischen Literatur sahen das Rabattgesetz aber auch als nicht demokratisch legitimiertes Element der „Mittelstandspolitik der NSDAP“ und Teil einer dirigistischen Wirtschaftspolitik, die Wettbewerbsfreiheit der obrigkeitlichen Kontrolle unterordnete.
Es war von den Nationalsozialisten auch eingeführt worden, um die Attraktivität der Konsumgenossenschaften zu schmälern, die ihren Mitgliedern Rückvergütungen in Höhe von bis zu 10 % gewährten.
In den letzten Jahren der Geltungszeit wurde in der juristischen Literatur vermehrt eine Abschaffung des Rabattgesetzes gefordert. Der „Schutz des Menschen vor sich selbst“ sei der deutschen Rechtsordnung nämlich grundsätzlich fremd und nicht ohne weiteres mit den Grundrechten des Grundgesetzes vereinbar.

## Aufhebung
Die Aufhebung des Rabattgesetzes wurde, gemeinsam mit der Aufhebung der Zugabeverordnung, bereits 1993/94 geplant. Dieser Versuch scheiterte jedoch an der Kritik von Lobbygruppen des mittelständischen Handels sowie von Gewerkschaften. Erst Mitte 2000 wurde die Bundesregierung wieder darauf aufmerksam, als Branchenverbände bei einer Anhörung erklärten, dass dieses mit den Handelsbedingungen im Internet nicht vereinbar sei.
Durch das Gesetz zur Aufhebung des Rabattgesetzes und zur Anpassung anderer Rechtsvorschriften vom 23. Juli 2001 wurde das Rabattgesetz schließlich zum 25. Juli 2001 aufgehoben.
Trotz Aufhebung des Rabattgesetzes sind Händler nicht völlig frei in ihrer Rabattgestaltung, da die allgemeinen Vorschriften des Gesetzes gegen den unlauteren Wettbewerb (UWG) weiterhin Anwendung finden.